# تحويلة رئوية
التحويلة الرئوية (بالإنجليزية: Pulmonary shunt)‏ هي حالة مرضية تنتج عندما يتم تزويد الأسناخ الرئوية بالدم بشكل طبيعي، ولكن تفشل تهوية (إمداد الهواء) الأسناخ. أي بمعنى آخر، نسبة التهوية/التروية (وهي النسبة بين وصول الهواء للأسناخ على الدم الواصل لها) هي صفر.
تحدث التحويلة الرئوية غالباً عندما تمتلئ الأسناخ بالسوائل، مما يتسبب في عدم تهوية أجزاء من الرئة على الرغم من أنها لا تزال تزود بالدم.
التحويلة الرئوية هي السبب الرئيسي لنقص الأكسجة (نقص الأكسجين في الدم) في الوذمة الرئوية وحالات مثل ذات الرئة التي تتصلد فيها الرئتين. الكسر التحويلي هو النسبة المئوية لنتاج القلب الغير مشبع بالأكسجين بشكل كامل.
في الحالات المرضية مثل الكدمة الرئوية، يكون الكسر التحويلي كبير جداً، وحتى لو تنفس المريض أكسجين بنسبة 100% فإن ذلك لا يؤكسج الدم بشكل كامل.

## التحويلة التشريحية
درجة صغيرة من التحويلة تعتبر طبيعية وتوصف بـ (تحويلة تشريحية). تحدث التحويلة التشريحية عندما تعود كمية كبيرة من الدم (الذي يزود أنسجة الرئة عبر الشرايين القصبية) عبر الأوردة الرئوية، متجاوزاً التبادل الغازي. بالإضافة إلى ذلك، تنزح بعض أصغر الأوردة القلبية مباشرة إلى البطين الأيسر للقلب. هذا النزح المباشر من الدم غير المؤكسج إلى الدوران الجهازي هو السبب أن ضغط الأكسجين الشرياني عادة أقل قليلاً من ضغط الأكسجين السنخي، والمعروفة باسم المدروج الشرياني-السنخي، وهو علامة سريرية مفيدة في تحديد سبب نقص الأكسجة الدموية.

## الفيزيولوجيا المرضية
تشير التحويلة إلى مرور الدم غير المؤكسج من الجانب الأيمن من القلب إلى الأيسر، دون المشاركة بالمبادلات الغازية في الشعيرات الدموية الرئوية. عندما تكون التحويلة مطلقة (التهوية صفر)، فإن الأجزاء الرئوية ذات نسبة (التهوية /التروية) أقل من 0.005 لا يمكن تمييزها عن التحويلة من منظور التبادل الغازي.
يتم التقليل من التحويلة الرئوية عن طريق تقبض الأوعية الرئوية كمنعكس طبيعي لنقص الأكسجة. بدون المنعكس السابق، فإن التحويلة ونقص الأكسجة ستتفاقم سوءاً. على سبيل المثال، عندما تمتلئ الأسناخ بالسوائل، فإنها تصبح غير قادرة على المشاركة في عملية التبادل الغازي مع الدم، مسبباً ذلك نقص أكسجة موضعي وناحي، مما يحفز على تقبض الأوعية. ثم يتم إعادة توجيه الدم بعيداً عن هذه المنطقة (التي تتناسب فيها التهوية بشكل ضعيف مع التروية) إلى المناطق الجيدة التهوية.
لأن التحويلة تمثل المناطق التي لا يحدث فيها التبادل الغازي، فإن استنشاق الأكسجين بنسبة 100٪ لا يتغلب على نقص الأكسجة الناتج عن التحويلة.
إن انخفاض التروية نسبة إلى التهوية (كما يحدث في الانصمام الرئوي، على سبيل المثال) هو مثال على زيادة المساحة الميتة. المساحة الميتة هي المناطق التي لا يحدث فيه تبادل غازي، مثل الرغامى, يحدث فيها تهوية دون تروية.
يغادر الدم (من مناطق التحويلات الرئوية) بمستويات أقل من الأكسجين ومستويات أعلى من غاز ثنائي أوكسيد الكربون (أي أن التبادل الغازي الطبيعي لا يحدث).
تحدث التحويلة الرئوية نتيجة لتدفق الدم من اليمين إلى اليسار عبر فتحات قلبية أو تشوهات شريانية وريدية. إن التحويلة الرئوية (التهوية/التروية=0) لجزء محدد من الرئة تؤدي إلى وصول دم غير مؤكسج من الرئتين إلى القلب عبر الأوردة الرئوية.
إذا كان إعطاء الأكسجين النقي بنسبة 100٪ لمدة خمس إلى عشر دقائق لا يرفع ضغط الأكسجين الشرياني أكثر من ضغط الأكسجين السنخي فإن الآفة الرئوية هي التحويلة الرئوية. ويرجع ذلك إلى أنه على الرغم من تغيير ضغط الأكسجين السنخي عن طريق إعطاء الأكسجين النقي، فإن ضغط الأكسجين الشرياني (ضغط الغاز الشرياني) لن يزداد لأن عدم توافق نسبة التهوية/التروية لا يزال موجود وستبقى التحويلة تضيف بعض الدم غير المؤكسد إلى الدوران الشرياني الجهازي.

## روابط خارجية
- فسيولوجيا: 4/4ch5/s4ch5_9 - أساسيات فسيولوجيا الإنسان